# USS Princeton (1843)
Pour les articles homonymes, voir USS Princeton.
Le premier USS Princeton était un navire de guerre à vapeur de l’United States Navy. Commandé par le capitaine Robert F. Stockton, Princeton a été construit par le chantier naval de Philadelphie et a été lancé le 5 septembre 1843.

## L'accident

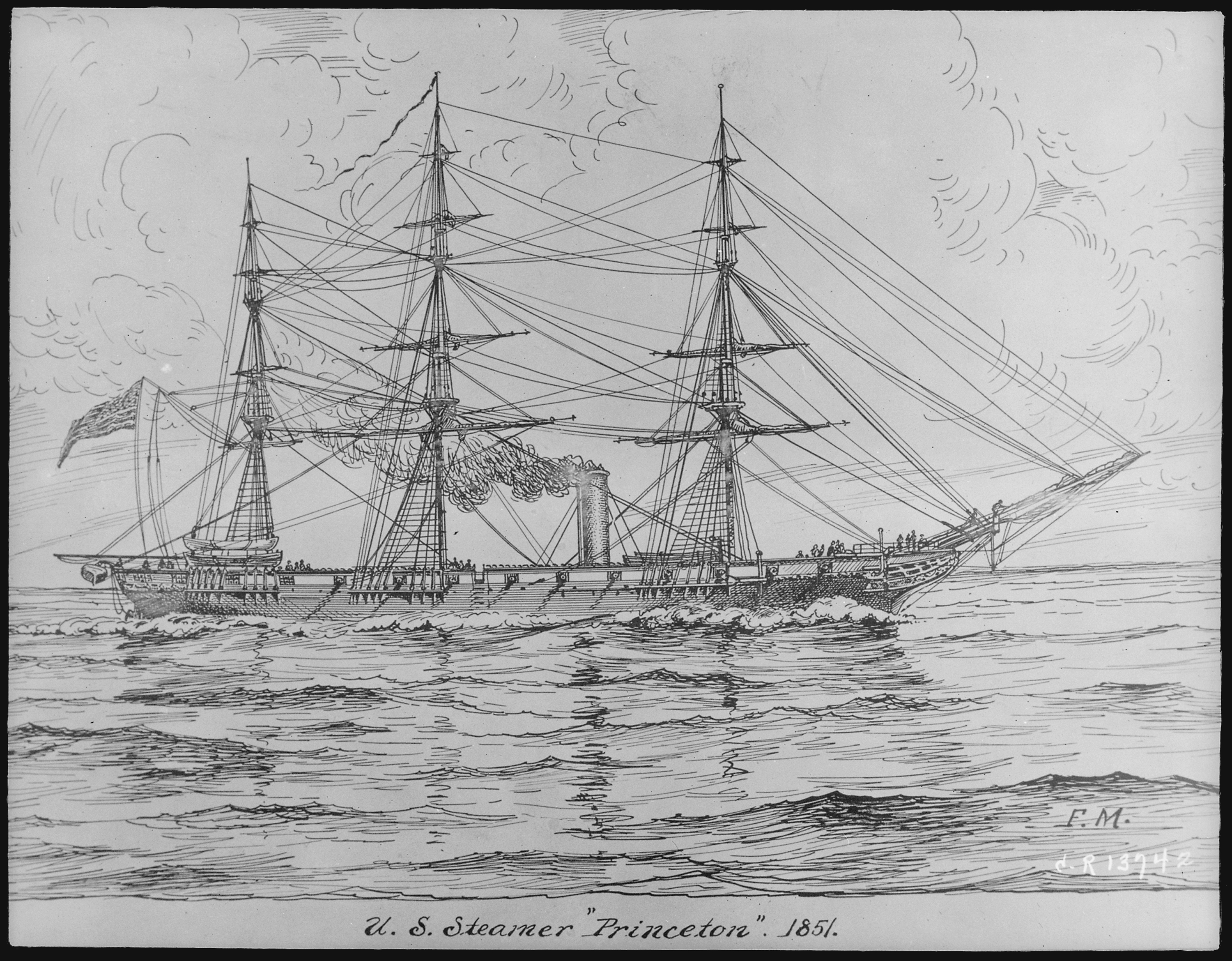
USS Princeton

Le président Tyler organisa une réception publique pour le capitaine Stockton à la Maison Blanche le 27 février 1844. Le lendemain, l’USS Princeton a quitté Alexandria, en Virginie, pour une croisière de démonstration sur le Potomac avec Tyler, des membres de son cabinet, l’ancienne première dame Dolley Madison, des sénateurs et environ 400 invités. Le capitaine Stockton décida de tirer sur le plus gros des deux canons longs du navire, le Peacemaker, pour impressionner ses invités. Le Peacemaker a tiré trois fois sur le voyage en aval, puis les invités à bord se sont retirés sous les ponts pour le déjeuner et les rafraîchissements.
Le secrétaire à la marine Thomas Gilmer a exhorté les personnes à bord à voir un dernier coup avec le Peacemaker. Lorsque le capitaine Stockton a tiré la longe de tir, le canon a éclaté. Son côté gauche s’est effondré, pulvérisant du métal chaud sur le pont et se fragmentant dans la foule.
Six hommes ont été tués sur le coup dont Thomas Gilmer et le Secrétaire d'État Abel P. Upshur et blessant une vingtaine de personnes dont le sénateur Benton et le capitaine Stockton. Le président était sous les ponts et n’a pas été blessé.

## Années suivantes
USS Princeton est affecté au Home Squadron de 1845 à 1847. Il a ensuite servi en Méditerranée du 17 août 1847 au 24 juin 1849. À son retour d’Europe, il a été constaté qu’il fallait remplacer le bois en décomposition et effectuer d’autres réparations. Le prix a été jugé inacceptable et il a été démantelé au Boston Navy Yard en octobre et novembre.

## Source
- (en) Cet article est partiellement ou en totalité issu de l’article de Wikipédia en anglais intitulé « USS Princeton (1843) » (voir la liste des auteurs).